# ويرسق
ويرسق هي قرية في مقاطعة نير، إيران. يقدر عدد سكانها بـ 827 نسمة بحسب إحصاء 2016.